# Paraliparis valentinae
Paraliparis valentinae is een straalvinnige vissensoort uit de familie van snotolven (Cyclopteridae). De wetenschappelijke naam van de soort is voor het eerst geldig gepubliceerd in 1984 door Andriashev & Neyelov.